# La Laja, Tlaltetela
La Laja är en ort i Mexiko.   Den ligger i kommunen Tlaltetela och delstaten Veracruz, i den sydöstra delen av landet, 230 km öster om huvudstaden Mexico City. La Laja ligger 1 223 meter över havet och antalet invånare är 120.
Terrängen runt La Laja är huvudsakligen kuperad, men västerut är den bergig. Runt La Laja är det ganska glesbefolkat, med 38 invånare per kvadratkilometer. Närmaste större samhälle är Huatusco de Chicuellar, 13,3 km söder om La Laja. I omgivningarna runt La Laja växer i huvudsak städsegrön lövskog.